# Bocking Churchstreet
Bocking Churchstreet – wieś w Anglii, w hrabstwie Essex, w dystrykcie Braintree. Leży 19 km na północ od miasta Chelmsford i 64 km na północny wschód od Londynu.